# Nebulosa Ômega
A Nebulosa Ômega, também conhecida como a Nebulosa do Cisne ou Nebulosa da Ferradura (Messier 17, NGC 6618) é uma região HII, ou seja, uma região composta de gás estelar e poeira que recentemente começou a formar novas estrelas. A nebulosa está localizada na constelação de Sagitário e foi descoberta pelo astrônomo francês Philippe Loys de Chéseaux em 1745, e catalogada pelo francês Charles Messier em 1764 em seu catálogo de objetos de aparência semelhante a cometas. A nebulosa está localizada em uma região rica em estrelas, na região sagitariana da Via-Láctea.
A Nebulosa Ômega está entre 5 000 a 6 000 anos-luz da Terra e mede cerca de 15 anos-luz de diâmetro. A nuvem de matéria interestelar onde a Nebulosa Ômega está contida tem cerca de 40 anos-luz de diâmetro. A massa total da nebulosa está estimada em 800 massas solares. Um aglomerado estelar aberto, composto de 35 estrelas, está contida na nebulosa. Sua intensa radiação causa a diminuição do gás estelar em suas vizinhanças.

## Descoberta, visualização e primeiras pesquisas
A nebulosa foi descoberta por Jean-Philippe de Chéseaux em 1745 ou 1746. O astrônomo francês Charles Messier redescobriu-a independentemente em 3 de junho de 1764, listando-a em seu catálogo como sua décima sétima entrada. É uma de apenas seis nebulosas verdadeiras pertencentes ao catálogo de Messier.
É visível a olho nu em um céu noturno sob excelentes condições.
A primeira tentativa de desenhar de modo apurado a nebulosa (como parte de uma série de esboços de nebulosas) foi feito pelo inglês John Herschel em 1833, e publicada em 1836. Ele descreveu a nebulosa como:
"A figura desta nebulosa é quase aquela da letra maiúscula grega Omega (Ω), mas um pouco distorcida, embora a distribuição de brilho seja desigual. (...) [Charles] Messier percebeu apenas o brilhante braço leste da nebulosa, sem nenhuma das circunvoluções associadas, que foram notadas por meu pai. As peculariedades principais que eu tenho observado no sistema são: Um glóbulo visível na parte leste do braço brilhante da nebulosa, consideravelmente isolada da nebulosa circundante, sugerindo fortemente a ideia de uma absorção de matéria nebulosa, e outro glóbulo, mais pálido e menor do que o primeiro, na ponta noroeste do mesmo braço, onde a nebulosa faz uma súbita curva em um ângulo agudo."

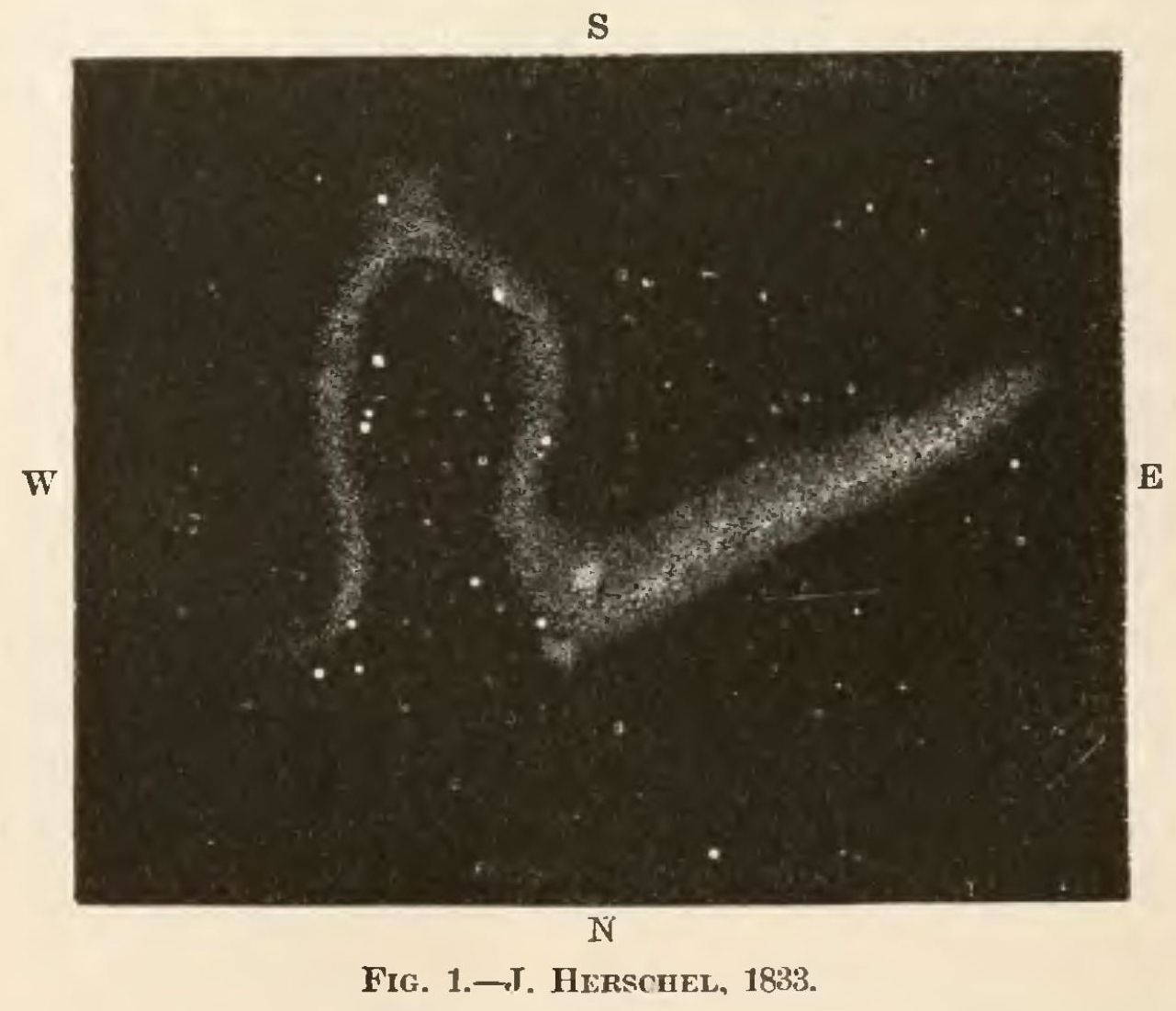
Esboço da Nebulosa Ômega, de John Herschel, de 1833

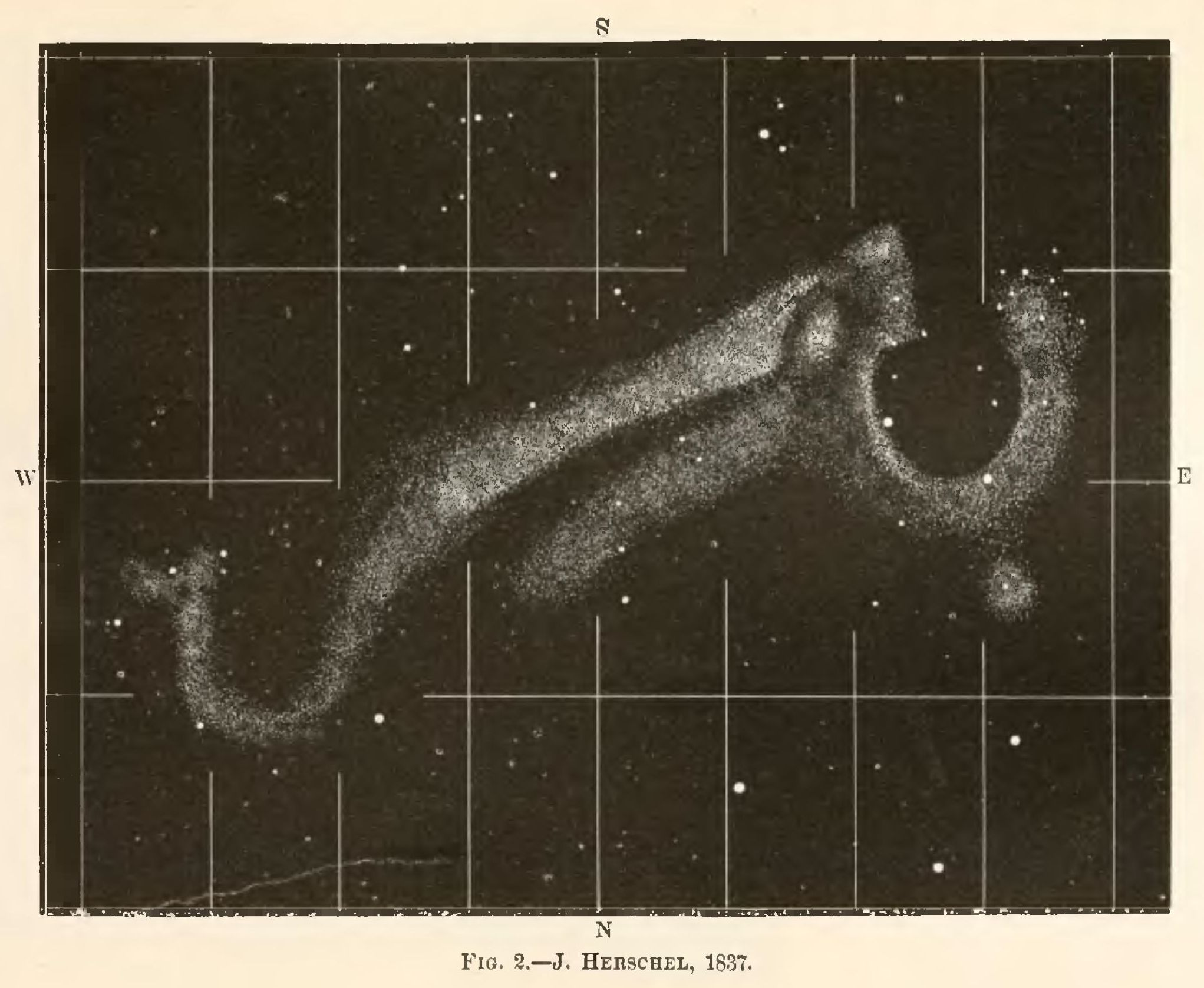
Segundo esboço de Herschel, de 1837

Um segundo e mais detalhado esboço foi feito por Herschel durante a sua visita à África do Sul em 1837. A nebulosa também foi estudada pelo alemão Johann von Lamont, e separadamente por Sr. Mason, ainda em graduação no Yale College. Quando Herschel publicou seu esboço de 1837 em 1847, escreveu:
"Em particular, sobre o arco em forma de ferradura (...) foi representada como muito algongada em seu eixo vertical e com uma proporção muito maior do que o real tamanho do braço leste e do brilho da nebulosa. A difusão nebulosa na ponta [ocidental] daquele arco, formando o ângulo [ocidental] com a linha-base da letra maiúscula grega Ômega (Ω), que na figura geral da nebulosa estava ligada, está agora tão pouco visível que se pode induzir a suspeita de que alguma mudança real de brilho possa ter ocorrido nesta região da nebulosa em relação ao restante do sistema, vendo que a figura feita em 25 de junho de 1837 não expressa a difusão desse tipo, mas representa a ruptura do arco antes mesmo que este atinja plenamente ao grupo de pequenas estrelas no ângulo [ocidental] do Omega. ... Nestas circunstâncias, os argumentos para uma real mudança na nebulosa pareciam ter um peso considerável. No entanto, eles estão enfraquecidos ou destruídos por um testemunho contrário, com direito a muita confiança, de Sr. Mason (...) que afirma expressamente que tanto os dois glóbulos nebulosos foram bem vistos por ele próprio e por seu coadjutor, Sr. Smith, em 1 de agosto de 1839, ou seja, dois anos após a data do meu último desenho. Nem Sr. Mason, no entanto, nem qualquer outro observador, parece ter tido a mínima suspeita da existência de um arco de ferradura mais fraco preso à extremidade [oriental] do braço brilhante da nebulosa observado por Messier. Dr. Lamont publicou uma figura dessa nebulosa, acompanhada de uma descrição. Nesta figura, a difusão nebulosa no ângulo [ocidental] e ao longo da linha-base do ômega [ocidental] é representado como muito visível, aliás, muito mais do que eu posso me convencer de que era sua intenção que isto deveria aparecer."
Esboços também foram feitos pelo inglês William Lassell em 1862 usando o seu telescópio de quatro pés em Malta, e por M. Trouvelot em Cambridge, Massachusetts, e pelo americano Edward Singleton Holden em 1875 usando o refrator Clark de 26 polegadas polegadas no Observatório Naval dos Estados Unidos.

## Características

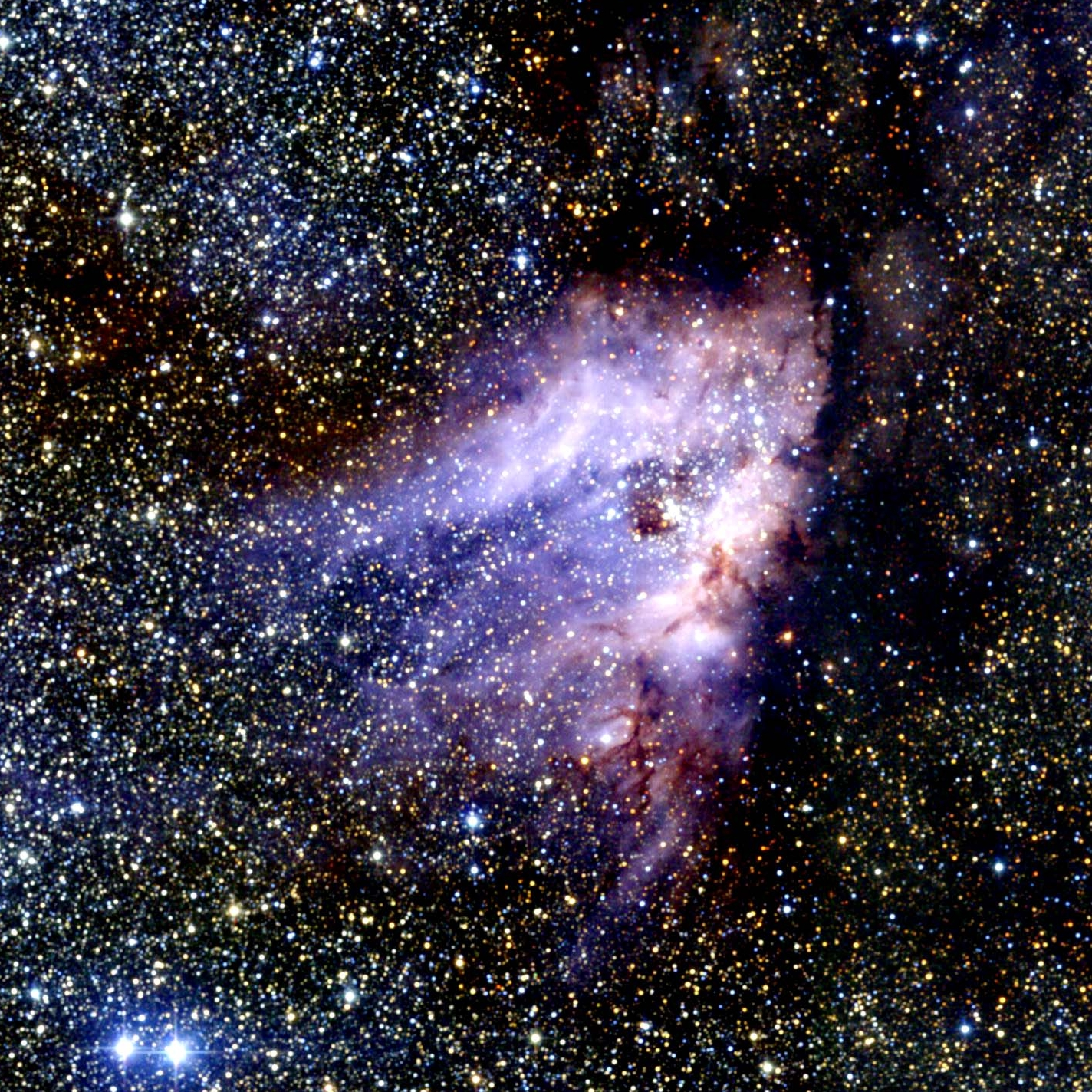
Nebulosa Ômega, projeto 2MASS

É uma região de formação estelar que brilha devido à emissão excitada causada pela alta energia da radiação de suas estrelas mais jovens. Diferentemente de outras nebulosas de emissão, sua estrelas não são óbvias em imagens ópticas e estão escondidas no interior da nebulosa. Ao todo, são 35 estrelas pertencentes à nebulosa, que tem material interestelar suficiente para criar ainda outras dezenas de estrelas.
Sua cor é vermelha com uma ligeira inclinação para o rosa. Esta cor deriva do hidrogênio quente, ionizado pela radiação energética das estrelas jovens que compõem a nebulosa. Sua região mais brilhante é de fato branca, resultado da mistura da radiação de suas estrelas jovens com a reflexão do brilho estelar na poeira que compõe a nebuosa. O objeto também contém grandes quantidades de matéria mais escura, percebida em regiões da nebulosa. Essa matéria foi aquecida pelas estrelas jovens escondidas e brilha intensamente no infravermelho.
Sua massa é 800 vezes maior do que a massa solar, suficiente para formar um aglomerado aberto e maior do que a massa total da nebulosa de Órion. A parte brilhante da nebulosa estende-se por 15 anos-luz, embora haja evidências de que a nebulosa possa se estender por mais de 40 anos-luz. Sua distância em relação à Terra é estimada entre 5 000 e 6 000 anos-luz, pouco mais próximo do que seu vizinho aparente, a nebulosa da Águia. De fato a nebulosa da Águia e a nebulosa Ômega podem estar relacionadas, já que se situam no mesmo braço da Via-Láctea (braço de Sagitário) e talvez façam parte de um complexo gigante de nuvens de matéria interestelar.
É difícil estimar a magnitude aparente da nebulosa, como ocorre em outras nebulosas difusas. As primeiras estimativas calculam sua magnitude aparente em 7,0, embora valores modernos estimem em 6,6, segundo Donald Machholz, 5,0, segundo o Sky Catalogue 2000.0 ou 6,0, segundo o Deep Sky Field Guide to Uranometria 2000.0.

### Centro da nebulosa
O centro da nebulosa está preenchido com mais de 100 das estrelas jovens mais massivas da galáxia. Essas estrelas talvez muitas vezes o tamanho do nosso sol. O centro é muito brilhante. A imagem do FORCAST, a câmera infravermelha da SOFIA, revelou nove protoestrelas, áreas onde as nuvens da nebulosa estão colapsando e criando o primeiro passo no nascimento de estrelas. Os cientistas calcularam as idades das diferentes regiões da nebulosa e descobriram que todas as áreas diferentes se formaram em momentos diferentes, mas tomaram forma ao longo de várias épocas de formação de estrelas.

## Galeria

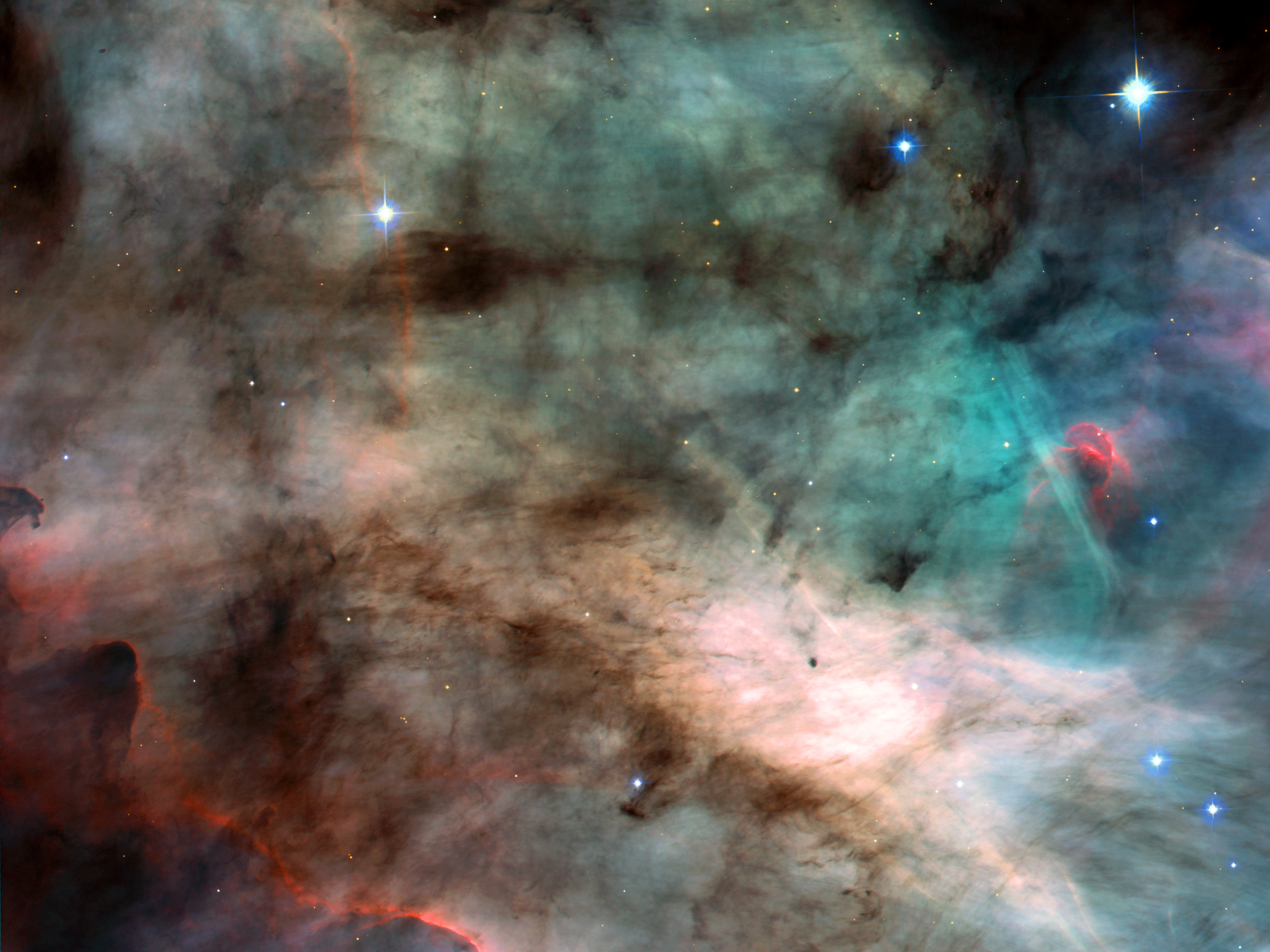
Região central da nebulosa Ômega, Telescópio Espacial Hubble
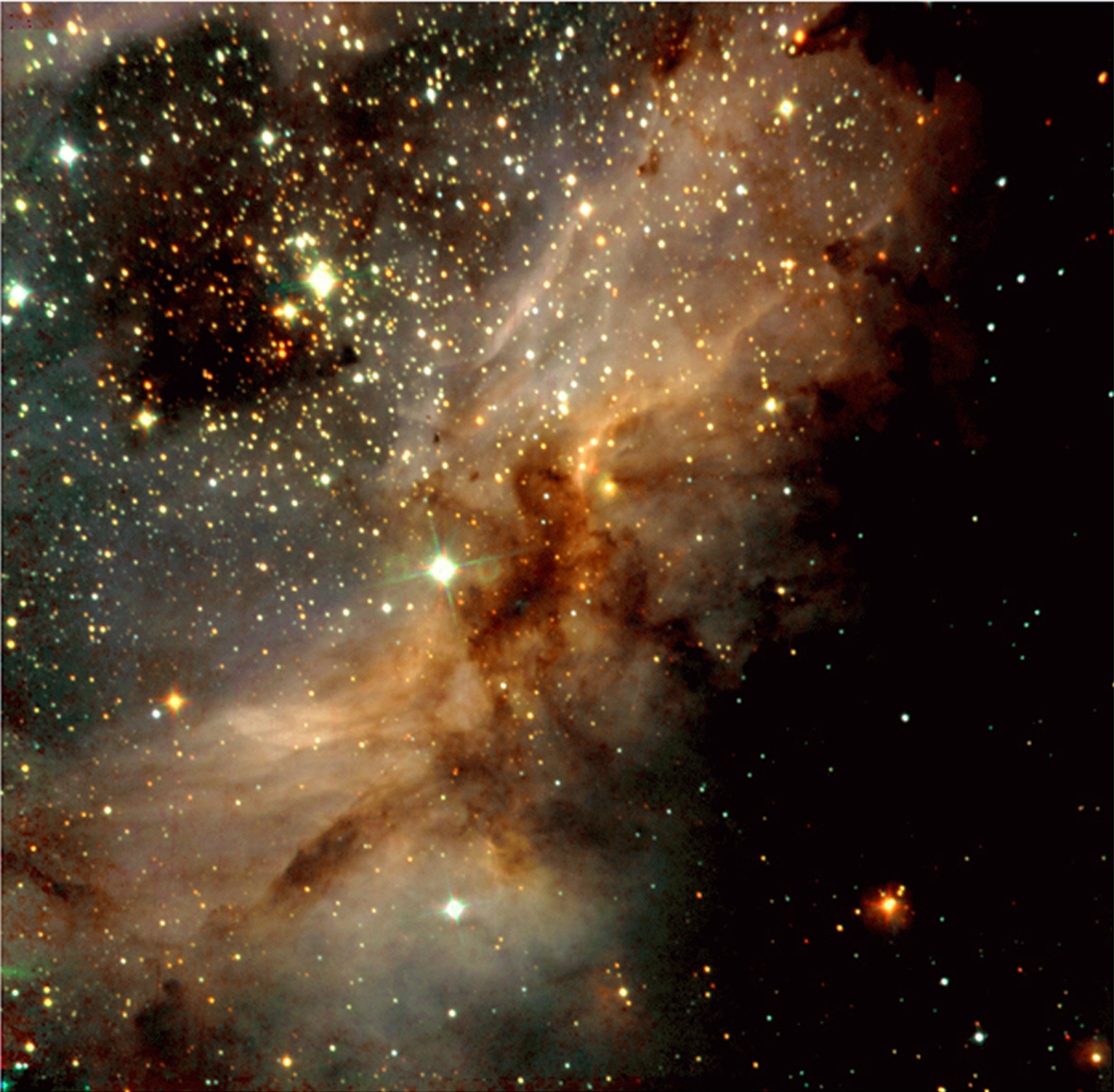
Nebulosa Ômega, ESO
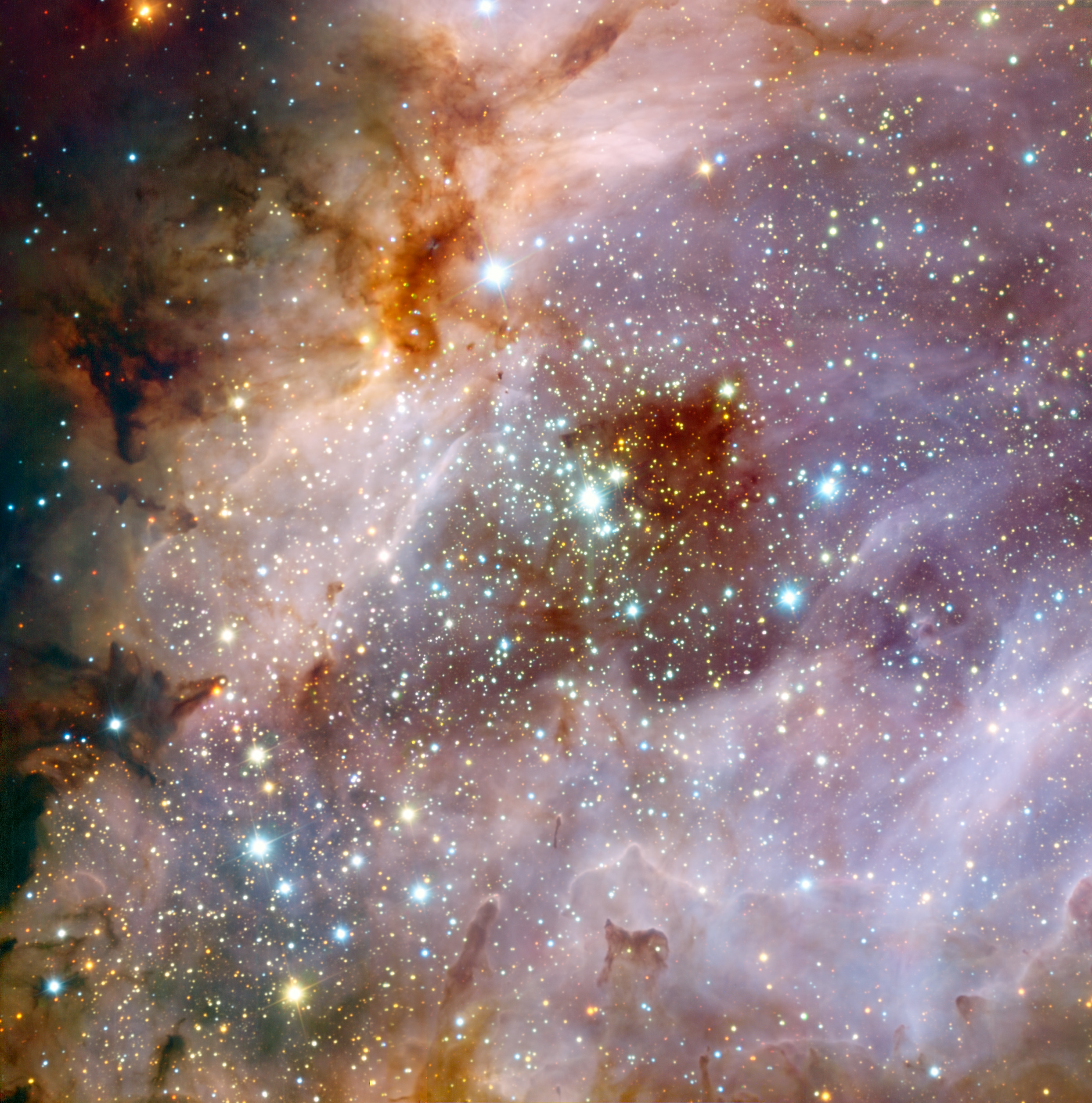
M17, Observatório do Paranal, Chile
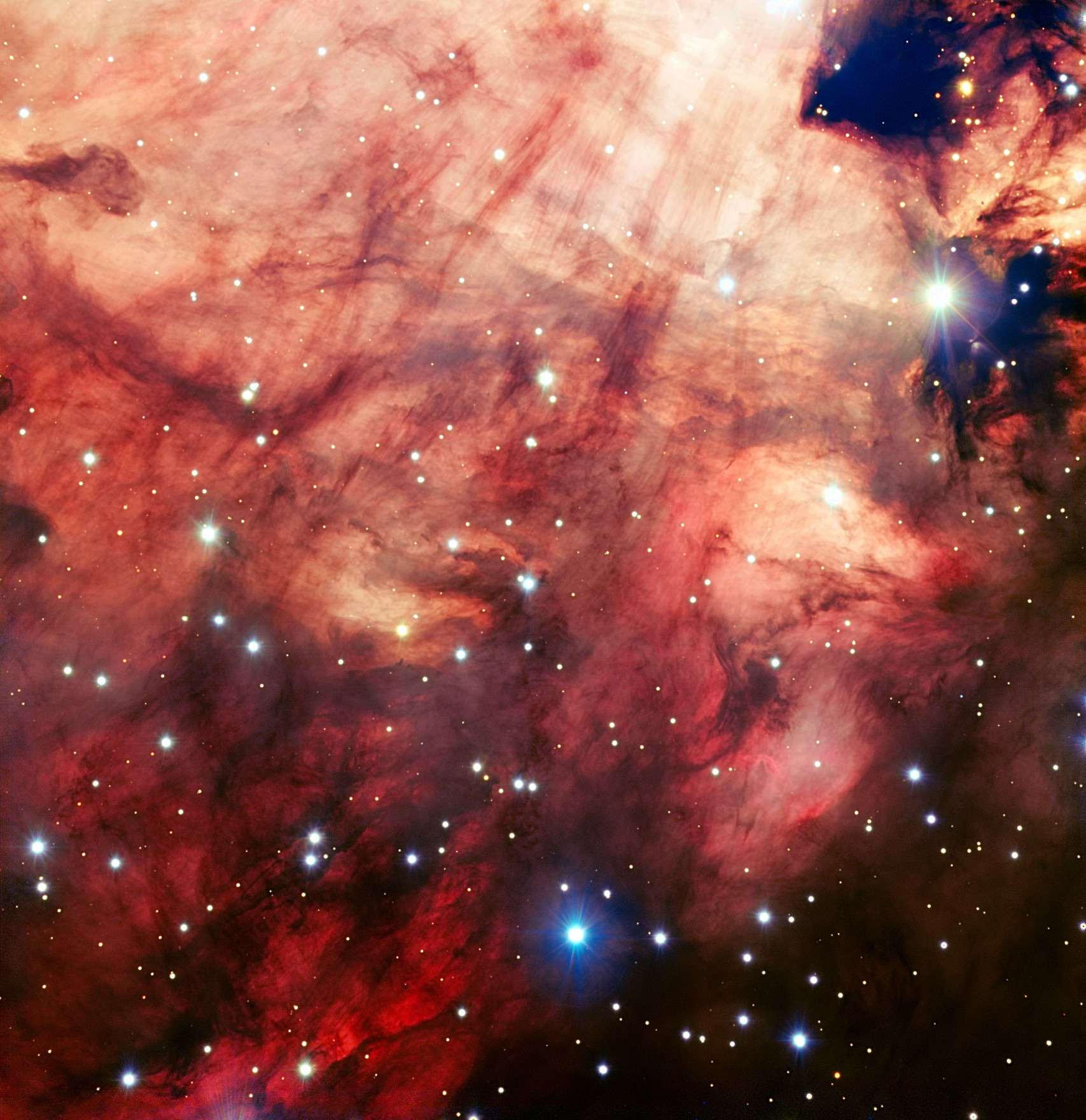
Parte da nebulosa Ômega, ESO
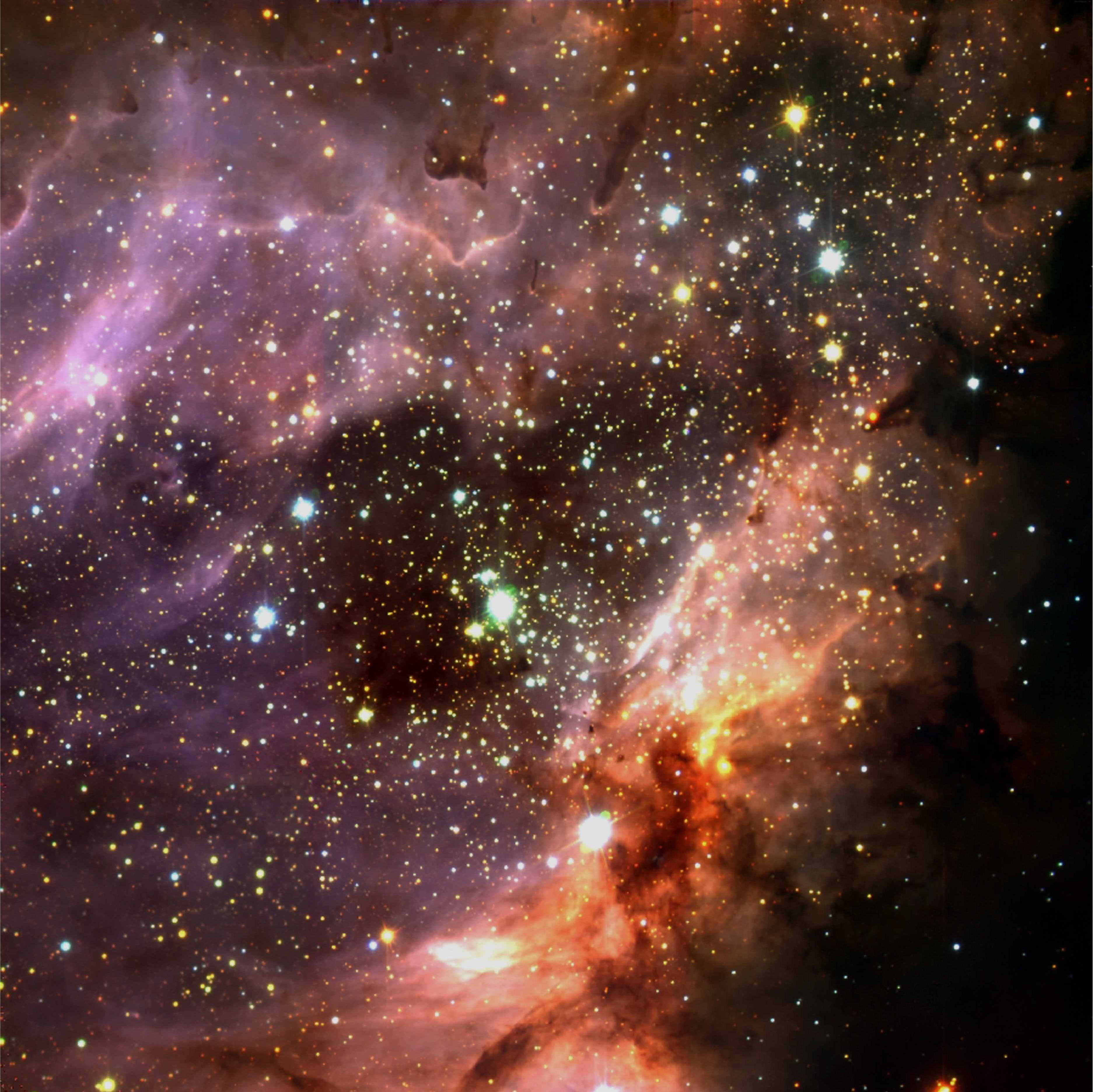
Messier 17, ESO
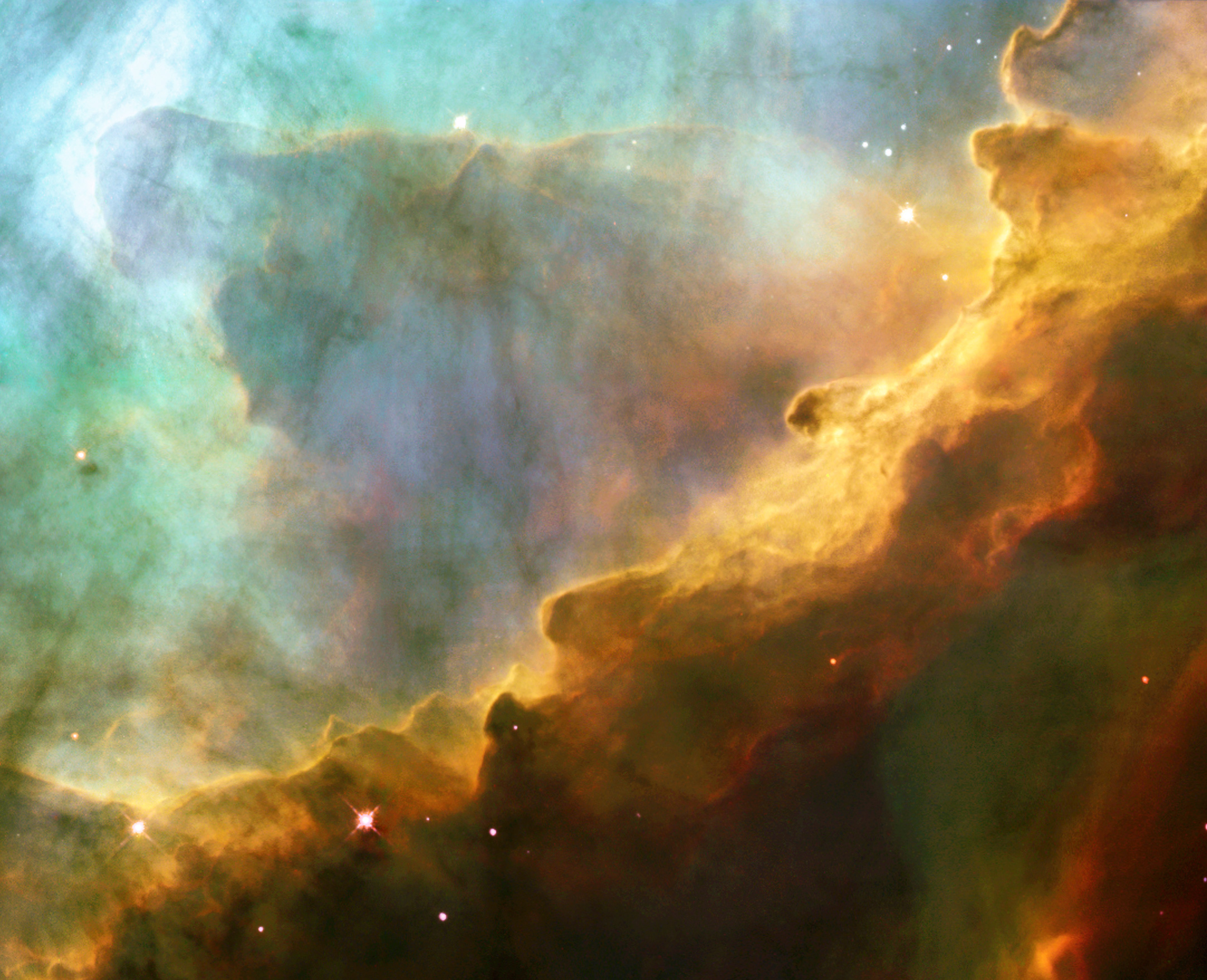
Detalhe das nuvens de gases da nebulosa Ômega, Telescópio Espacial Hubble
Nebulosa Ômega, ESO